# Merle pâle
Turdus pallidus
Espèce
Statut de conservation UICN

 LC  : Préoccupation mineure
Le Merle pâle (Turdus pallidus) est une espèce de passereaux appartenant à la famille des Turdidae. Il est étroitement lié à la Grive obscure et au Merle à dos gris.

## Description
Il est long de 23 cm. Les pattes sont rose pâle et brunes et le bec est gris en dessus et jaune en dessous. Le mâle est brun au-dessus avec la tête et de la gorge d'un bleu-gris. Le dessous est beige clair, plus sombre sur les flancs et presque blanchâtre sur le ventre. Les rémiges sont gris foncé et les plumes des dessous des ailes sont de couleur grise ou blanche. La queue est gris foncé avec des extrémités blanches pour les plumes extérieures. La femelle est semblable au mâle mais avec une tête plus foncée et la gorge plus pâle.
Il a des cris sonores chuck-chuck et see-ip et un cri d'alarme glougloutant.

## Habitats et répartition
Il se reproduit dans le sud-est de la Sibérie, au nord-est de la Chine et de la Corée et peut même se reproduire au Japon, en particulier sur l'île de Tsushima. Il est migrateur, hivernant dans le sud et le centre du Japon, la Corée du Sud et le sud de la Chine, atteignant à l'occasion le Yunnan et Taïwan.
Il habite les forêts, les broussailles, les jardins et les parcs. C'est un oiseau timide qui se tient à couvert. Il peut se rassembler en grands troupeaux lors des migrations, en particulier là où il y a des baies.

## Sous-espèces
C'est une espèce monotypique